# Apicia perspersata
Apicia perspersata är en fjärilsart som beskrevs av Max Joseph Bastelberger 1908. Apicia perspersata ingår i släktet Apicia och familjen mätare. Inga underarter finns listade i Catalogue of Life.